# 基文迪·洛迪古斯
基文迪·洛迪古斯（Clemente Rodríguez，1981年7月31日—）出生於阿根廷布宜諾斯艾利斯，是一名阿根廷足球運動員，可擔任左右後衛。現正效力阿根廷甲組足球聯賽球隊高隆體育會。他曾代表阿根廷國家隊出戰2004年雅典奧運，並贏得了足球金牌。之後出席了2010年世界盃。

## 成就

### 球會
小保加
- 阿甲：2000年春季聯賽、2003年春季聯賽、2011年春季聯賽
- 南美自由盃：2001年、2003年、2007年、2009年
- 洲際盃足球賽：2003年
- 阿根廷杯：2011–12年

### 國家隊
阿根廷
- 奧運金牌：2004年